# Wasson Rock
Wasson Rock är en kulle i Antarktis. Den ligger i Östantarktis. Nya Zeeland gör anspråk på området. Toppen på Wasson Rock är 1 825 meter över havet, eller 58 meter över den omgivande terrängen. Bredden vid basen är 1,1 km.
Terrängen runt Wasson Rock är varierad. Trakten är obefolkad. Det finns inga samhällen i närheten.